# Poljski kukmak
Poljski kukmak (znanstveno ime Agaricus arvensis) je gliva iz rodu kukmakov (Agaricus).
Znanstveno ime je dobil po latinski besedi za polje ali travnik — arvensis.
Na rdečem seznamu svetovne zveze za varstvo narave je označena kot najmanj ogrožena vrsta.

### Značilnosti
Klobuk ima premera 6—20cm. Mlad je poloblast, kasneje se razpre. Površina je gladka do fino luskasta, ki ob suhem vremenu razpoka, belkasta barva, na plošči včasih svetlo lešnikova, na robu smetanasta, s staranjem počasi postane rumeno oker. Na robovih je okrašen z ostanki ovojnice.
Lističi so prosti, najprej sivo rožnate barve, kasneje postanejo rjavo vijoličasti.
Bet je visok 4—14 cm in širok 1—3,5 cm. Valjast in razširjen pri dnu, poln, na vrhu gladek, bele do krem barve. Dnišče je včasih pikčasto z luskami. Na prerezu lahko počasi porumeni. Obroček ali zastiralce je bele barve in dvojno — zgornje ima gladko površino, spodnje ima kremaste, vataste luskice. Skupaj tvorita nekakšno suknjico.
Meso je belo na zraku počasi porumeni. Ima prijeten vonj po janežu.

### Podobne vrste
- karbolni kukmak (Agaricus xanthodermus) je strupen in na prerezu močno porumeni in ima neprijeten vonj po karbolu.
- hostni kukmak (Agaricus sylvicola) je užiten in ima podoben vonj. Močno porumeni in raste v gozdovih.

### Razširjenost in življenjski prostor
Raste med junijem in oktobrom na pognojenih travnikih, pašnikih, poljih in svetlih jasah v iglastih gozdovih.

### Uporabnost
Užiten tudi surov. Vsebuje več agaritina kot druge vrste kukmakov, ki je potencialno karcinogen, zato ga ni priporočljivo uživati v večjih količinah.

### Mikroskopske značilnosti
Trosni prah je temno rjav. Trosi so gladki, eliptični z majhnimi žlebovi, s kratkim in topim vrhom. Velikost: 6,2—7,6 × 4,6—5,6 µm, razmerje med dolžino in širino Q=1,4.